# Озкара, Джихан
Джихан Озкара (тур. Cihan Özkara; 14 июля, 1991, Хамм, Германия) — немецко-азербайджанский футболист турецкого происхождения, нападающий клуба «Рот-Вайсс (Ален)». Выступал в сборной Азербайджана.

## Биография
Озкара родился в Хамме 14 июля 1991 года. Он начал свою карьеру с футбольного клуба Рот-Вайсс и провел восемь лет до ухода в другой клуб Арминия летом 2007 года. 
Выступал за молодёжные команды «Арминии» и «Рот-Вайсса». 
В июле 2011 года из «Рот-Вайсса» перешёл в турецкий клуб первого дивизиона «Сивасспор». 
В 2012 году Джихан на правах аренды перешёл в «Кайсери Эрджиесспор». После годичной аренды он вновь вернулся в «Сивасспор».
30 января 2015 года Джихан Озкара подписал контракт с азербайджанским футбольным клубом Симург до конца сезона 2014-2015 года.
4 сентября 2020 года Озкара подписал трехлетний контракт с клубом Истанбулспор.
С 1-го июля 2022 года играет в клубе Рот-Вайсс.